# Seinfeld (säsong 4)
Säsong 4 av Seinfeld är en amerikansk TV-serie skapad av Jerry Seinfeld och Larry David, som började sändas den 12 augusti 1992 på NBC.

## Avsnittsguide
Samtliga avsnitt är listade efter sändningsdatum och listar även dess produktionskoder.
| Nr i serien | Nr i säsongen | Titel                 | Regissör     | Manus                                                                                  | Originalvisning                | Prod. kod | Tittarsiffror (miljoner) |
| --- | ------------- | --------------------- | ------------ | -------------------------------------------------------------------------------------- | ------------------------------ | --------- | ------------------------ |
| 4142 | 12            | "The Trip"            | Tom Cherones | Larry Charles                                                                          | 12 augusti 199219 augusti 1992 | 401402    | 16.315.1                 |
| Säsongen tar vid där säsong 3 slutade; Kramer är i Los Angeles, stött för att Jerry tog tillbaks sina extranycklar från honom. Jerry har blivit bjuden till Los Angeles för att vara med på The Tonight Show, George får följa med på fribiljett. Kramer försöker slå sig fram som skådespelare och manusförfattare i Hollywood. Samtidigt går en seriemördare lös i Los Angeles. George gör bort sig bakom kulisserna till Tonight Show, Jerry gör bort sig på scenen och när de ska lämna NBC ser de en efterlysning efter Kramer som misstänkt seriemördare. George och Jerry kontaktar polisen för att rentvå den mordmisstänkte Kramer. De får skjuts till polisstationen och på vägen griper polisen en man för att sedan vara med och gripa Kramer. Den förste mannen lyckas då fly. Kramer visar sig vara oskyldig det visar sig istället vara mannen som greps av poliserna som skjutsade Jerry och George. Kramer friges men beslutar sig för att stanna. När George och Jerry kommit tillbaks till New York dyker Kramer plötsligt upp som om ingenting hänt. Jerry ger honom sina reservnycklar. |               |                       |              |                                                                                        |                                |           |                          |
| 43 | 3             | "The Pitch"           | Tom Cherones | Larry David                                                                            | 16 september 1992              | 403       | 17.6                     |
| Jerry blir erbjuden att spela in en TV-serie på NBC om han kan komma på en lämplig ramberättelse. George och Kramer ger flera förslag. Till slut föreslår George A show about nothing, en TV-serie om ingenting, vilket accepteras av Jerry. Kramer byter en icke-fungerande radarvarnare mot en hjälm med Newman. Elaine är bortrest på kärlekssemester i Europa med en psykolog. Jerry träffar "Crazy" Joe Davola på NBC och råkar avslöja att deras gemensamma vän Kramer har fest som Crazy Joe Davola inte är bjuden på. Han sparkar ner Kramer som har hjälmen på sig och klarar sig, NBC är inte särskilt imponerade av en TV-serie om ingenting. George vägrar ge sig och vägrar tumma på sin konstnärliga integritet, men Jerry försöker släta över. Efter mötet är George ångerfull men samtidigt lite förtjust i Susan, en kvinna som var med på mötet. George ringer henne och stämmer träff. George och Susan går hem till Jerry för att berätta att Susan ska lägga ett gott ord på NBC. Dessvärre är även Kramer där. Han dricker gammal mjölk ur Jerrys kylskåp och kräks på Susan. |               |                       |              |                                                                                        |                                |           |                          |
| 44 | 4             | "The Ticket"          | Tom Cherones | Larry David                                                                            | 16 september 1992              | 404       | 17.6                     |
| 45 | 5             | "The Wallet"          | Tom Cherones | Larry David                                                                            | 23 september 1992              | 405       | 17.6                     |
| 46 | 6             | "The Watch"           | Tom Cherones | Larry David                                                                            | 30 september 1992              | 406       | 15.2                     |
| 47 | 7             | "The Bubble Boy"      | Tom Cherones | Larry David & Larry Charles                                                            | 7 oktober 1992                 | 407       | 17.1                     |
| Jerrys inledande stand-up handlar om telefonsvarare. Naomi lämnar Jerry efter att George avslöjat på telefonsvarare att Jerry tycker att Naomi har ett irriterande skratt. George flickvän Susan bjuder med George och Jerry till hennes fars stuga, byggd av Susans farfar. De vill helst inte bjuda med Kramer eftersom han kräkts på Susan i avsnittet The Pitch. Kramer ska dock spela golf på en privat golfklubb under helgen, efter att ha bjudit en medlem på en av de cigarrer Kramer fått av George. Jerry ber Elaine att följa med till stugan när de möts på Monk's Café. På caféet möter de också Mel Sanger, vars son lider av dåligt immunförsvar och därför måste leva i en plastbubbla. Sonens favoritkomiker är Jerry, efter att familjen sett Jerry på The Tonight Show. Fadern vill därför att Jerry besöker sonen följande dag då sonen fyller år. Det visar sig att familjen bor på vägen till Susans fars stuga. Jerry och Elaine tappar bort George och Susan på vägen till stugan och hamnar på en lokal restaurang. Där uppstår ett mindre bråk då Jerry inte är nöjd med texten på ett foto av honom. George och Susan väntar på Jerry och Elaine hos bubbelpojkens familj där de spelar Trivial Pursuit. Det uppstår bråk på grund av ett tryckfel i spelet. Bubbelpojkens bubbla går sönder och ambulansen måste tillkallas. Lokalbefolkningen jagar Jerry, George, Elaine och Susan då de tror att de försökt mörda bubbelpojken. Kramer, vars besök på golfklubben ställts in, och Naomi bestämmer sig för att åka upp till Susans fars stuga. När de kommer fram är ingen där och de bryter sig in och går sedan och badar. När Jerry, George, Elaine och Susan når stugan håller den på att brinna ned efter att Kramer lämnat en glödande cigarr i stugan. Jerrys avslutande stand-up handlar om rökare och eld. |               |                       |              |                                                                                        |                                |           |                          |
| 48 | 8             | "The Cheever Letters" | Tom Cherones | Synopsis av : Larry David and Elaine Pope & Tom Leopold Manus av : Larry David         | 28 oktober 1992                | 408       | 15.1                     |
| 49 | 9             | "The Opera"           | Tom Cherones | Larry Charles                                                                          | 4 november 1992                | 409       | 16.7                     |
| 50 | 10            | "The Virgin"          | Tom Cherones | Synopsis av : Peter Mehlman and Peter Farrelly & Bob Farrelly Manus av : Peter Mehlman | 11 november 1992               | 410       | 16.2                     |
| 51 | 11            | "The Contest"         | Tom Cherones | Larry David                                                                            | 18 november 1992               | 411       | 18.5                     |
| 52 | 12            | "The Airport"         | Tom Cherones | Larry Charles                                                                          | 25 november 1992               | 412       | 14.5                     |
| 53 | 13            | "The Pick"            | Tom Cherones | Synopsis av : Larry David and Marc Jaffe Manus av : Larry David                        | 16 december 1992               | 413       | 16.2                     |
| 54 | 14            | "The Movie"           | Tom Cherones | Steve Skrovan & Bill Masters & Jon Hayman                                              | 6 januari 1993                 | 415       | 17.6                     |
| 55 | 15            | "The Visa"            | Tom Cherones | Peter Mehlman                                                                          | 27 januari 1993                | 414       | 11.5                     |
| 56 | 16            | "The Shoes"           | Tom Cherones | Larry David & Jerry Seinfeld                                                           | 4 februari 1993                | 417       | 26.9                     |
| 57 | 17            | "The Outing"          | Tom Cherones | Larry Charles                                                                          | 11 februari 1993               | 416       | 28.0                     |
| 58 | 18            | "The Old Man"         | Tom Cherones | Synopsis av : Bruce Kirschbaum Manus av : Larry Charles                                | 18 februari 1993               | 418       | 22.7                     |
| 59 | 19            | "The Implant"         | Tom Cherones | Peter Mehlman                                                                          | 25 februari 1993               | 419       | 27.4                     |
| 60 | 20            | "The Junior Mint"     | Tom Cherones | Andy Robin                                                                             | 18 mars 1993                   | 421       | 26.4                     |
| 61 | 21            | "The Smelly Car"      | Tom Cherones | Larry David & Peter Mehlman                                                            | 15 april 1993                  | 422       | 25.0                     |
| 62 | 22            | "The Handicap Spot"   | Tom Cherones | Larry David                                                                            | 13 maj 1993                    | 420       | 27.6                     |
| 6364 | 2324          | "The Pilot"           | Tom Cherones | Larry David                                                                            | 20 maj 1993                    | 423424    | 32.8                     |